# Chandapura, Belur
Chandapura là một làng thuộc tehsil Belur, huyện Hassan, bang Karnataka, Ấn Độ.